# Дімітріос Анагностопулос
Дімітріос Анагностопулос, до 1996 року Деметріос Агнос (грец. Δημήτρης Αναγνωστόπουλος; нар. 11 червня 1970) — грецький шахіст, до 1996 року представник Англії, гросмейстер від 1996 року.

## Шахова кар'єра
У роках 1987 (Сан-Хуан) і 1988 (Агуаділья) двічі здобував срібні медалі чемпіонату світу серед юніорів до 18 років, а 1990 року поділив 4-те місце (разом із, зокрема, Веселином Топаловим) на чемпіонаті Європи серед юніорів до 20 років в Арнемі. 1994 року переміг на турнірі за швейцарською системою в Берзі, 1996 року переміг у Папанастасіо і Кардиці (разом з Олександром Графом), а 1997 року в Ано-Ліосії.
Після зміни громадянства належав до провідних грецьких шахістів. 1996 року Афінах здобув бронзову медаль чемпіонату країни. Того ж року дебютував у складі національної збірної на шаховій олімпіаді в Єревані, а наступного року взяв участь у командному чемпіонаті Європи в Пулі. 2001 року поділив 4-те місце в Лондоні.
Найвищий рейтинг Ело в кар'єрі мав станом на 1 липня 1996 року, досягнувши 2515 очок займав тоді 4-те місце (позаду Васіліоса Котроніаса, Йоанніса Ніколаїдіса та Ігоря Міладиновича) серед грецьких шахістів. Починаючи з 2003 року в турнірах під егідою ФІДЕ бере участь дуже рідко.

## Зміни рейтингу
| На цьому місці має відображатися графік чи діаграма, однак з технічних причин його відображення наразі вимкнено. Будь ласка, не видаляйте код, який викликає це повідомлення. Розробники вже працюють для того, щоби відновити штатне функціонування цього графіка або діаграми. | |
| | На цьому місці має відображатися графік чи діаграма, однак з технічних причин його відображення наразі вимкнено. Будь ласка, не видаляйте код, який викликає це повідомлення. Розробники вже працюють для того, щоби відновити штатне функціонування цього графіка або діаграми. |